# Afrika
Afrika (conegut com a Hakuna Matata a l'Àsia) és un videojoc de PlayStation 3, el primer anunciat en una vídeo durant la conferència de premsa de Sony a l'E³ del 2006. El videojoc el desenvolupà Rhino Studios i el publicà Sony Computer Entertainment. Afrika s'ha referit com a similar al títol de Nintendo 64 Pokémon Snap.

## Jugabilitat
A Afrika, el jugador assumeix el paper d'un fotoperiodista contractat per prendre imatges de diversos animals a l'Àfrica, com el seu nom indica. La jugabilitat està basada en la missió; els jugadors reben correus electrònics al camp base i els instrueixen a quins animals han de fotografiar. Els jugadors podran viatjar a peu, en cotxe o en globus aerostàtic a les zones on es troben els animals sol·licitats per fotografiar-los. La càmera del joc està controlada per la Sixaxis. Depenent de la qualitat de la fotografia presa, el jugador guanyarà diners al joc. Els diners es poden gastar en nous subministraments, com ara una càmera actualitzada. Les fotos de la vida real i les imatges dels animals es poden desbloquejar. Quan s'ha desbloquejat, el contingut s'emmagatzema a la "Biblioteca animal".
La banda sonora del joc va ser composta, orquestrada i dirigida per Wataru Hokoyama.

## Desenvolupament
Sony va mostrar per primera vegada un tràiler per a Afrika a l'E3 de 2006. Això va generar expectació, però, a part del títol, poc es coneixia realment sobre el projecte.
El 2008 Sony va presentar un lloc web oficial per al joc. Poc després es va publicar una descripció del joc al lloc web del minorista japonès Gamestar amb un tràiler que indicava que el joc era sobre un fotoperiodista.
La versió estatunidenca d'Afrika va ser anunciada a l'E3 de 2009. La data de llançament estatunidenca del joc va ser el 6 d'octubre de 2009.

## Rebuda
El joc va rebre comentaris sobretot mixtos. Famitsu va puntuar 29/40.
Segons les dades de vendes de Media Create, Afrika va debutar en segon lloc durant la seva setmana de llançament al Japó, venent 38.423 unitats.
La banda sonora del joc va rebre el premi "Millor banda sonora de videojoc original" de The Hollywood Music Awards 2008. Movie Music UK té l'única revisió de la banda sonora i la va donar 4.5/5.0, dient "Hokoyama ha deixat una forta impressió amb la meravellosa música que ha compost. Aquesta és una banda sonora que no es pot deixar passar".